# Kaple svatého Václava (Znojmo)
Kaple svatého Václava (nazývaná také Svatováclavská kaple) je kaple ve Znojmě na Mikulášském náměstí. Nachází se v těsném sousedství kostela svatého Mikuláše.
Byla postavena před rokem 1521 díky Kateřině z Bučic. Název získala od gotické plastiky sv. Václava, která je na vstupním průčelí. Stavba je dvoupatrová. Horní část je zasvěcena sv. Anně a sv. Kateřině. Její pozdně gotická kroužená klenba je na Moravě jedinou svého druhu. Dolní část je zasvěcena sv. Martinovi a byla postavena patrně dříve. V 19. století kaple patřila evangelické církvi (německy mluvící evangelíci), v roce 1927 ji město zapůjčilo pro bohoslužby českobratrským evangelíkům. V 2. polovině 20. století ji využívala pravoslavná církev. Dnes se zde pořádají výstavy a koncerty.

## Galerie

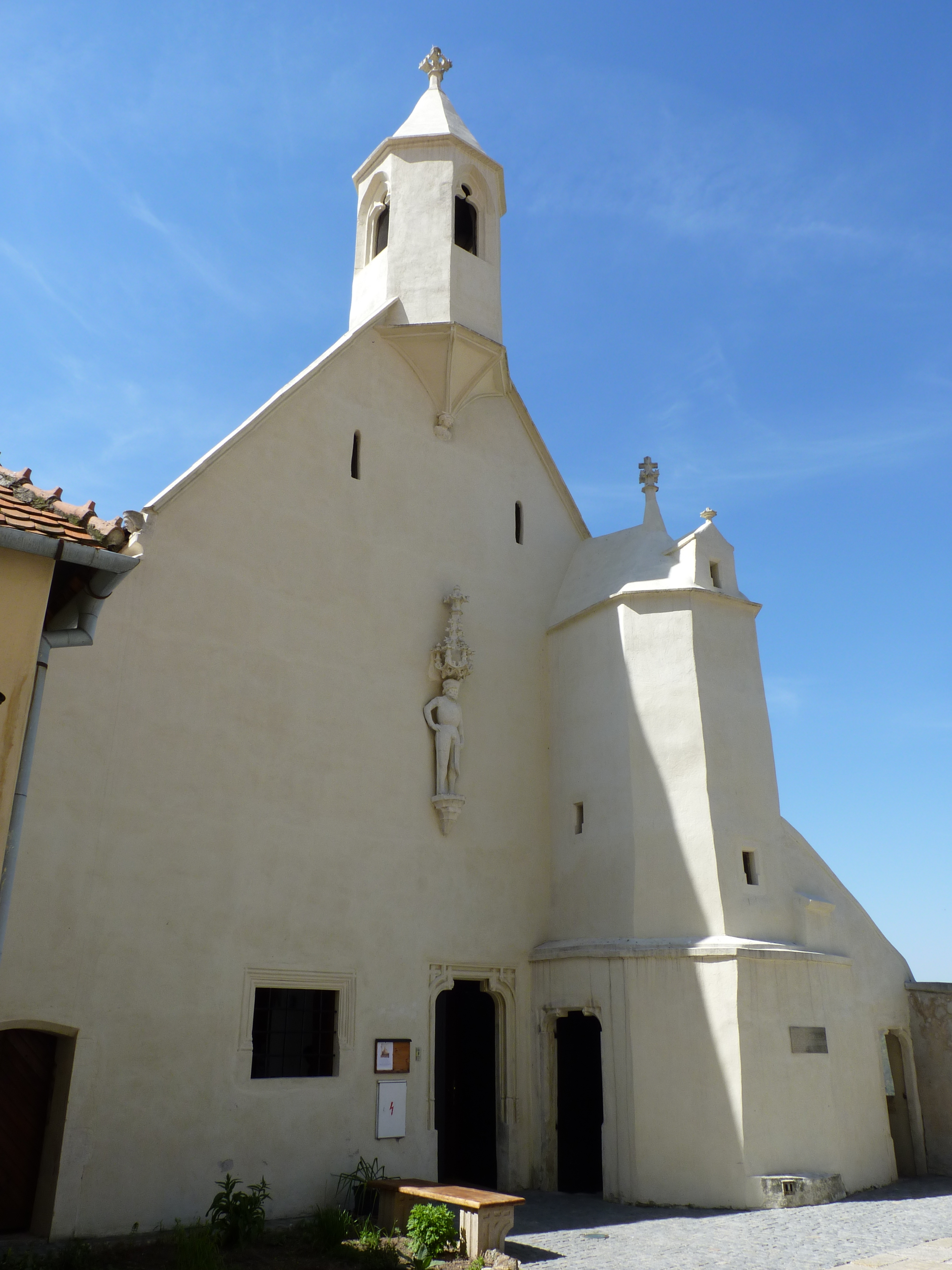
Kaple svatého Václava
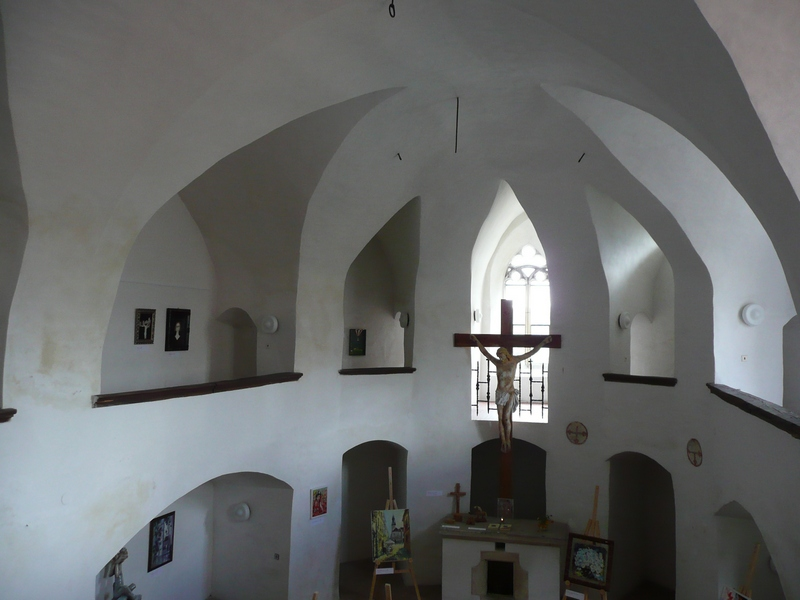
Interiér kaple
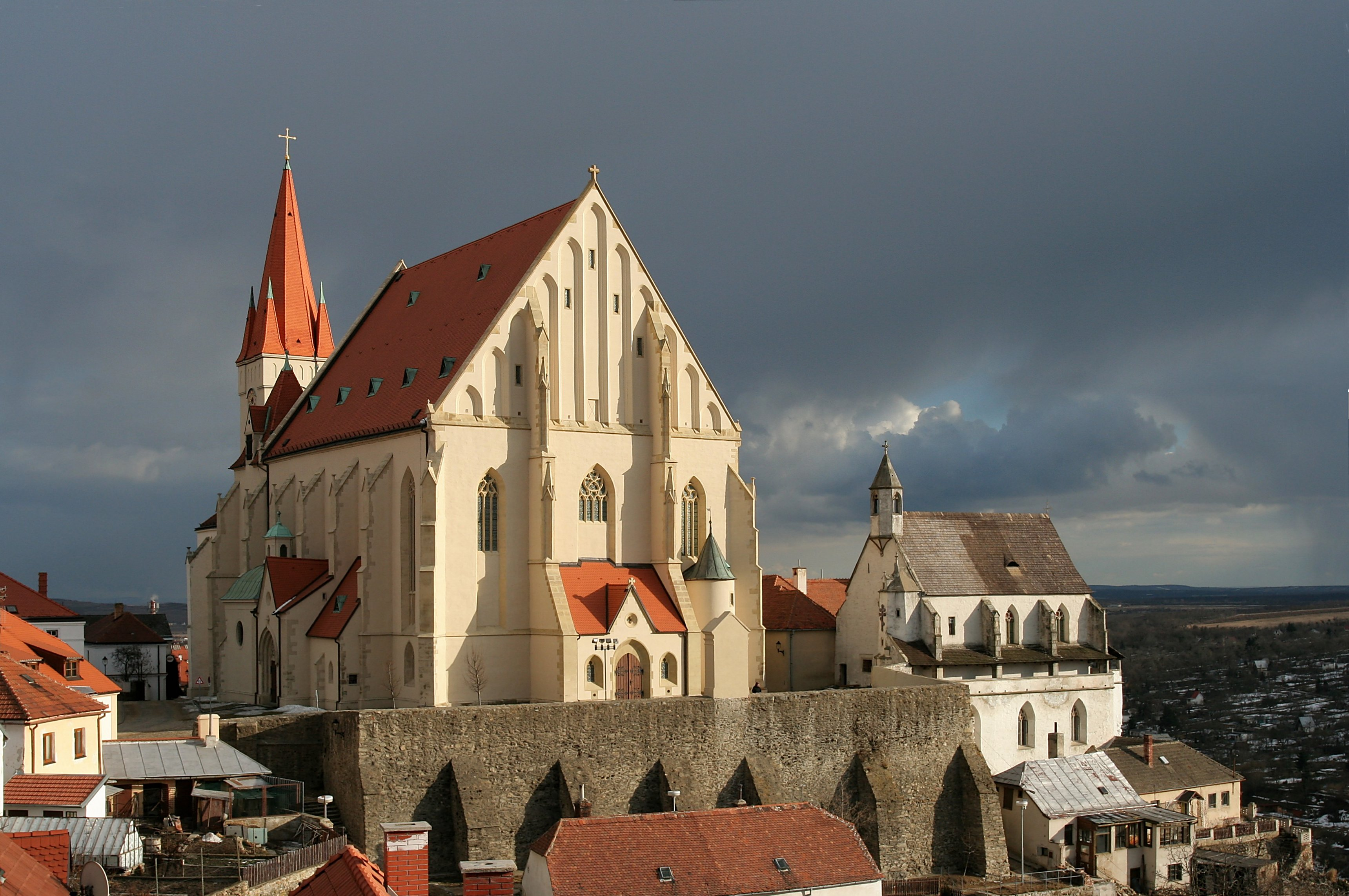
Kaple svatého Václava (vpravo) a kostel svatého Mikuláše (vlevo)
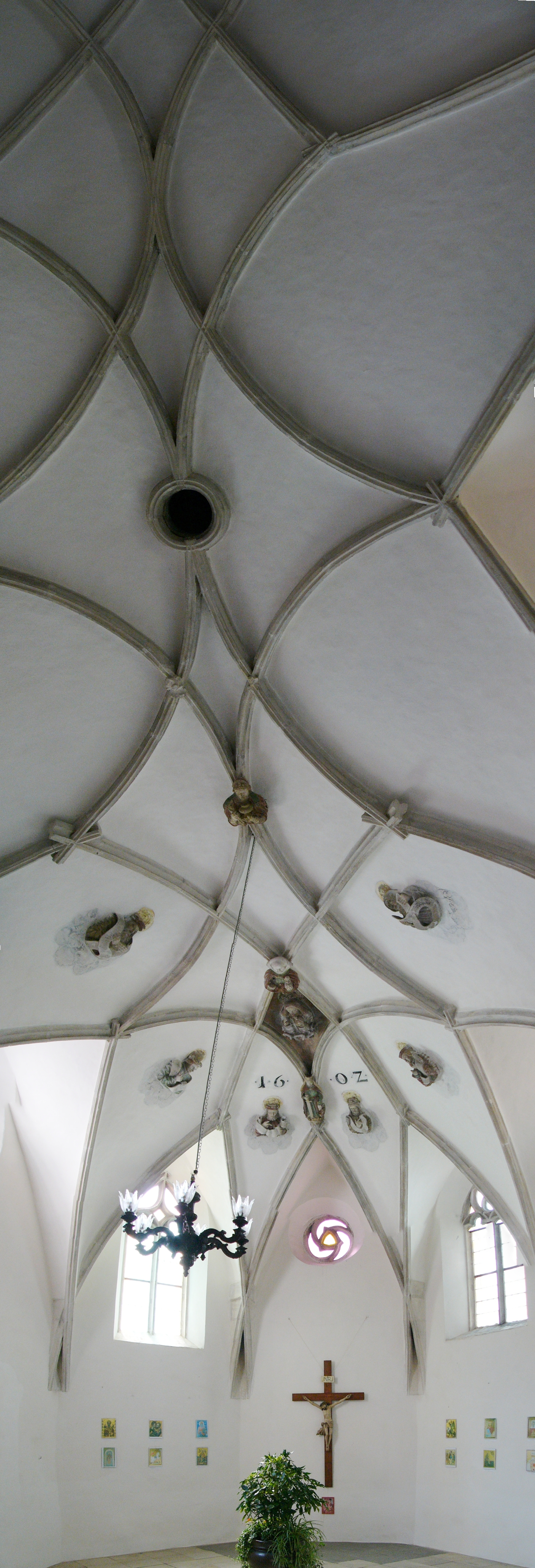
Pozdně gotická kroužená síťová klenba v horní kapli